# شبكة أبحاث العلوم الاجتماعية
شبكة أبحاث العلوم الاجتماعية (بالإنجليزية: Social Science Research Network)‏ وتسمى اختصاراً (SSRN) أرشيف لمقالات علمية مراجعة ولكن غير منشورة ‏ متخصصة في النشر السريع للبحوث العلمية في العلوم الاجتماعية والإنسانية وعلوم الحياة والعلوم الصحية ومواضيع أخرى. اشترت إلزيفير الشبكة من Social Science Electronic Publishing Inc. في أيار / مايو 2016. لا تعتبر الشبكة مجلة إلكترونية، وإنما هي مكتبة إلكترونية ومحرك بحث.

## تاريخ
تأسست SSRN في عام 1994 من قبل ميخائيل جنسن ووين مار، وكلاهما عالمان في الاقتصاد المالي.
في كانون الثاني / يناير 2013، صنفت شبكة SSRN على أنها أكبر أرشيف مفتوح الوصول في العالم من خلال تصنيف أحد مبادرات مختبر القياسات السيبرانية ‏ (وهو مجموعة بحثية تابعة للمجلس الأعلى للبحوث العملية في إسبانيا)، تم قياسها من خلال عدد ملفات PDF والروابط الخلفية ونتائج جوجل سكولار.
في أيار / مايو 2016، قامت شركة النشر الإلكتروني للعلوم الاجتماعية ببيع SSRN لإلزيفير. في 17 أيار / مايو 2016، في رسالة إلى مجتمع SSRN كتبها ميخائيل جنسن مؤسس SSRN وعضو مجلس إدارتها أشار إلى منشور غريغ جوردن الرئيس التنفيذي لشبكة SSRN على إلزيفير كونكت والفرص الجديدة الآتية من هذا الاستحواذ، على سبيل المثال شبكة عالمية أوسع وحرية تحميل وتنزيل الأوراق (بمزيد من البيانات والموارد فضلاً عن أدوات الإدارة الجديدة). وبينما توقع بعض التضاربات حول توافق مصالح المنافسين السابقين، أكّد بأنه يمكن التغلب عليها.
في تموز / يوليو 2016، ظهرت تقارير عن إزالة أوراق من SSRN دون إخطار مسبق؛ أشارت تعليقات المراجعة من SSRN إلى أن هذا كان بسبب مخاوف بشأن حقوق النشر. وصف جوردون القضية بأنها خطأ أثر على حوالي 20 ورقة.

## العمليات
يمكن تحميل الأوراق الأكاديمية بصيغة المستندات المنقولة (PDF) مباشرة إلى موقع SSRN بواسطة المؤلفين، بعد ذلك تكون هذه الأوراق متاحة للتنزيل في جميع أنحاء العالم. يمكن للمستخدمين أيضًا الاشتراك في رسائل البريد الإلكتروني الملخصة، هذها لرسائل تغطي مجموعة واسعة من مجالات البحث والتخصصات والموضوعات. تحتوي رسائل البريد الإلكتروني الموزعة هذه على ملخصات (مع روابط للنص الكامل عند الاقتضاء) للأبحاث التي تم تقديمها مؤخرًا إلى SSRN في المجال المعني.
تقوم SSRN، مثل خدمات ما قبل الطباعة الأخرى، بتوزيع المنشورات في جميع أنحاء المجتمع الأكاديمي في مرحلة مبكرة، مما يسمح للمؤلف بدمج التعليقات في النسخة النهائية من الورقة قبل نشرها في مجلة ما. علاوة على ذلك، حتى إذا كان الوصول إلى الورقة المنشورة مقيدًا، يظل الوصول إلى ورقة العمل الأصلية مفتوحًا من خلال SSRN، طالما قرر المؤلف الاحتفاظ بالورقة. غالبًا ما يقوم المؤلفون بسحب الأوراق من الشبكة بناءً على طلب الناشرين، خاصةً إذا تم النشر من خلال المطابع التجارية أو الجامعية التي تعتمد على الدفع مقابل النسخ الورقية أو الوصول عبر الإنترنت.
بداية من العام 2019، يخضع التنزيل من قِبل المستخدمين عمومًا للتسجيل و/أو إكمال تحدي ري كابتشا، وبالتالي لا يعتبر البعض SSRN موقعًا مناسبًا للوصول المفتوح، على عكس الأرشيفات مفتوحة الوصول ‏ مثل معظم الأرشيفات المؤسسية .
يمكن للناشرين والمؤسسات رفع الأوراق وفرض رسوم على القراء لتنزيلها.
في SSRN، يتم تصنيف المؤلفين والأوراق البحثية حسب عدد التنزيلات، والذي أصبح مؤشرًا غير رسمي لشعبية ما الأوراق غير المطبوعة والمتوفرة على مواقع الوصول المفتوح.

## أنظر أيضا
- أرخايف
- أوراق بحثية في الاقتصاد

## وصلات خارجية
- الموقع الرسمي